# 新疆蓟
新疆蓟（学名：Cirsium semenovii）为菊科蓟属的植物。分布于 中亚地区、哈萨克斯坦外伊犁阿拉套山以及中国大陆的新疆等地，生长于海拔2,100米至3,000米的地区，常生长在高山草甸，目前尚未由人工引种栽培。